# ماساتو کاواگوچی
ماساتو کاواگوچی (انگلیسی: Masato Kawaguchi؛ زادهٔ ۱۸ ژوئن ۱۹۸۱) بازیکن فوتبال اهل ژاپن است.
از باشگاه‌هایی که در آن بازی کرده‌است می‌توان به باشگاه فوتبال آلبیرکس نیگاتا اشاره کرد.